# 綠堤里
綠堤里是台北市萬華區大理次分區轄下的一個里。面積0.2958平方公里，下轄20鄰。2022年止共有人口4,056人。

## 邊界
西側為華江里、北側為糖廍里，東側為和平里、和德里，南側為新北市板橋區。